# Йокич, Джордже
Джо́рдже Йо́кич (серб. вуковица: Ђорђе Јокић; гаевица: Đorđe Jokić; 20 января 1981, Косовска-Митровица, Югославия) — сербский футболист, защитник сербского клуба «Войводина».

## Карьера

### Клубная
Два сезона выступал за югославский футбольный клуб «Бане» из города Рашка. После перешёл в ОФК, где отыграл пять сезонов. До окончания контракта в конце 2007 года был игроком московского «Торпедо». В 2008—2011 годах выступал за «Томь», где был одним из лидеров команды. 1 декабря 2011 покинул «Томь» в статусе свободного агента и перешёл в брянское «Динамо».
11 июля 2012 года Йокич перешёл в сербскую «Войводину».

### В сборной
Выступал за юношеские, молодёжную и олимпийские сборные Сербии и Черногории. Вице-чемпион Европы среди сборных до 21 года. В 2004 и 2005 году привлекался в сборную на товарищеские матчи.

## Клубная статистика
| Сезон   | Клуб                 | Чемпионат        | Чемпионат | Кубок |
| ------- | -------------------- | ---------------- | --------- | ----- |
| 1998/99 | Бане                 | Вторая лига      | 11 (0)    |       |
| 1999/00 | Бане                 | Вторая лига      | 27 (2)    |       |
| 2000/01 | ОФК (Белград)        | Первая лига      | 14 (0)    |       |
| 2001/02 | ОФК (Белград)        | Первая лига      | 32 (2)    |       |
| 2002/03 | ОФК (Белград)        | Первая лига      | 29 (0)    |       |
| 2003/04 | ОФК (Белград)        | Первая лига      | 25 (1)    |       |
| 2004/05 | ОФК (Белград)        | Первая лига      | 10 (0)    |       |
| 2005    | Торпедо (Москва)     | Премьер-лига     | 29 (0)    |       |
| 2006    | Торпедо (Москва)     | Премьер-лига     | 20 (2)    |       |
| 2007    | Торпедо (Москва)     | Первый дивизион  | 16 (1)    |       |
| 2008    | Томь (Томск)         | Премьер-лига     | 28 (3)    | 3 (0) |
| 2009    | Томь (Томск)         | Премьер-лига     | 27 (3)    | 1 (0) |
| 2010    | Томь (Томск)         | Премьер-лига     | 25 (1)    | 1 (0) |
| 2011/12 | Томь (Томск)         | Премьер-лига     | 22 (2)    | 0 (0) |
| 2011/12 | Динамо (Брянск)      | ФНЛ              | 2 (0)     |       |
| 2012/13 | Войводина (Нови-Сад) | Суперлига Сербии | 0 (0)     |       |

## Статистика в сборной

### Олимпийская сборная
Провел все матчи группового этапа на олимпиаде в Афинах.
| Дата            | Турнир | Матч                            | Счёт | Статистика |
| --------------- | ------ | ------------------------------- | ---- | ---------- |
| 11 августа 2004 | ОИ     | Аргентина — Сербия и Черногория | 6:0  | 90 минут   |
| 14 августа 2004 | ОИ     | Сербия и Черногория — Австралия | 1:5  | 90 минут   |
| 17 августа 2004 | ОИ     | Сербия и Черногория — Тунис     | 2:3  | 90 минут   |

### Национальная сборная
| Дата           | Турнир      | Матч                                   | Счёт | Статистика |
| -------------- | ----------- | -------------------------------------- | ---- | ---------- |
| 11 июля 2004   | Кубок Кирин | Сербия и Черногория — Словакия         | 2:0  | 90 минут   |
| 13 июля 2004   | Кубок Кирин | Япония — Сербия и Черногория           | 1:0  | 90 минут   |
| 13 ноября 2005 | ТМ          | Китай — Сербия и Черногория            | 0:2  | 90 минут   |
| 16 ноября 2005 | ТМ          | Республика Корея — Сербия и Черногория | 2:0  | 90 минут   |